# Elma Sinanović
Elma Sinanović (en serbe cyrillique : Елма Синановић ; née en 1974 à Novi Pazar) est une chanteuse de turbo folk serbe d'origine bosniaque.

## Discographie
- 1993 : Dva prstena
- 1995 : Zavodnik
- 1996 : Kakvo je to ludilo
- 1998 : Moje drugarice
- 2000 : Ruka pravde
- 2003 : Ah tugo, tugo
- 2005 : Gradske price
- 2006 : Hajde pucaj (single)
- 2007 : Lepi (single)